# 魏兰根
魏兰根（475年—535年），中国北魏官员，表字兰根，巨鹿郡下曲阳县（今河北晋州西）人。

## 生平
魏兰根博览群书，有见识。起家北海王国侍郎，转任定州长流参军。任地方官时，有当官之能。魏孝明帝正光四年（523年），以长史从尚书令李崇出击柔然，上奏边镇兵将地位下降，号为府户，而在朝者各各显荣，致生愤怨，建议改边镇为州郡，放免府户为民。最终朝廷没有听从。魏兰根为岐州刺史从行台。正光六年（525年），萧宝夤击破苑川，俘虏为奴婢，以美女十人赏给魏兰根。魏兰根推辞：“这个县处在贼寇之间，故成背叛。今当恤其饥寒，奈何并充仆隶？于是使奴婢还家，尽以归其父兄。”孝昌三年（527年）莫折念生关陇起义时，岐州城里的人囚魏兰根降莫折念生。大将萧宝夤收揽散士，兵威复振，州民杀莫折念生任命的刺史，推魏兰根复任。之后都督泾州、岐州、东秦州、南岐州四州军事，再拜光禄大夫。后转兼尚书。出使齐州、济州、南兖州、北兖州四州安抚流民。孝昌末年，位至安东将军、中书令。魏孝庄帝时，魏兰根自托於尔朱荣。尔朱荣死，求外任，永安三年（530年）十月初六，魏孝庄帝任命中书令魏兰根兼任尚书左仆射，为河北行台。定州、相州、殷州三州都受魏兰根管辖。被尔朱荣部将击败，依附高乾，再一起依附高欢。高欢以他为车骑大将军。元朗即帝位，以其为尚书右仆射。高欢入洛阳，封他为永兴县侯。高欢后来考虑元朗世系疏远，有意尊奉尔朱氏所立的魏节闵帝，派魏兰根去观察节闵帝为人。魏兰根认为节闵帝神采高明，日后难制，与侍中、司空高乾兄弟及黄门侍郎崔㥄强调节闵帝系尔朱氏所立，共劝高欢为了讨伐尔朱氏师出有名而废帝。高欢废黜了节闵帝，迫元朗禅位给平阳王元修即北魏孝武帝。孝武帝即位，高乾被赐死。魏兰根离家避难于佛寺中。孝武帝责备他，魏兰根称病辞职请求回乡，天平二年（535年）魏兰根卒，享年六十一歲。谥号文宣。

## 延伸阅读
[在维基数据编辑]
 《北齊書·卷23》，出自李百药《北齊書》
 《北史/卷056》，出自李延壽《北史》